# Brill Azriel
Brill Azriel (Sasvár, 1778 – Pest, 1853. február 3.) rabbi.

## Élete
Hollandiából származó családból apja vándorolt Magyarországra, és Sasváron (Schossberg) telepedett le. Itt született Brill Azriel. Testvérei szülővárosuk után a Schossberger nevet vették fel és bátyjától, az 1832-ben elhunyt Eliezer Schossbergertől ered a báró Schossberger család. Ő megtartotta eredeti Brill nevét. 
Elsőként Ezékiel Landau prágai jesivájában tanult, majd Budán Münz Mózes, Pesten Boskovitz Wolf előadásait hallgatta. Mindig „a legnagyobb tisztelettel említette legnagyobb mesterét, Benedikt Márkus nikolsburgi rabbit”. Héberül, németül, latinul tudott, és később magyarul is kiválóan megtanult. 
Pesten működött a 19. század első felében. 1814-től, az első pesti felekezeti iskolában oktatott hébert, számtant és földrajzot, emellett a Pesti Izraelita Hitközség jegyzői teendőit végezte. 1813-tól Oppenheimerrel együtt dáján (rabbisági ülnök), majd a négyfős pesti rabbiság elnöke volt. Fia, Brill Sámuel Lőb követte tisztségében.
Műve a Hadrasz Kódes, amely Misna-traktátusokat magyaráz és német fordítással lát el. Ezen kívül több, a szertartásokra vonatkozó munkát írt és egy naptárt adott ki. 1821-ben a budai Egyetemi Nyomda kiadta Brill Azriel tollából héber nyelven Magyarország geográfiai leírását és rövid történetét Ein ha-aretz („Az ország látképe”) címmel. 1846-ban Pest vármegye jegyzőkönyvileg köszönetét fejezte ki neki, mert a pesti izraelita község második rabbijaként a zsidó vallásúak megyénél letett esküjének esküformáját magyarra fordította.
A budapesti Király utca 12. számú, ún. Gömöry-házban a második emeleten bérelt lakást, ahol fiával lakott egészen haláláig, lakásuk alatt, az első emeleten imaterem volt.
75 éves korában hunyt el, a később felszámolt Váci úti temetőben volt eredetileg a sírja. „Egyenes ember volt, kiváló bíró, aki nem ismerte a részrehajlást – melyről sírverse is megemlékezik: »Igazsággal ítélt szegények felett, de kimondta az igazat a nagyok előtt is«. Brill rabbi felügyelete mellett működtek a – Münz által sokat kritizált – kóser éttermek és ivók is, melyek akkoriban sorban nyíltak meg Pesten.”
Sírját a Váci úti temető felszámolásakor áttelepítették:
„Nyolc sírdomb emelkedik a váci-úti temető közepében: az egykori rabbik egykori híveik közt és mindegyre ritkul a hívek sora. Szállítják őket egymás után nyugalmuk új helyére, a rákoskeresztúri temetőbe. Vallási törvényünk megkívánja, hogy a szellemi vezetők hűlt tetemei legutolsóknak maradjanak a földben, mely egy ideig pihenőt nyújtott nekik és híveiknek. Néhány hét múlva kiürül az egész temető s utolsóknak szállítják el a nyolc férfiúnak maradványait az új temetőbe, hogy ott pihenjenek tovább. Az exhumálást a pesti szentegylet vezetősége különös dísszel és figyelemmel fogja elvégezni...”
1910. szeptember 12-én temették a nyolc rabbit (Wahrmann Izrael, Oppenheimer Simon Ben Dávid, Brill Azriel, Brill Sámuel, Kunitzer Mózes, Bach József, Schwab Löw, Meisel Farkas Alajos) ünnepélyesen a Kozma utcai izraelita temető „rabbi-parcellájába”.

## Jegyzet
1. 1 2  Magyar-Zsidó Szemle. Magyar-Zsidó Szemle
2. ↑  Magyar nemességet (1863), 1890-ben tornyai praedikátummal báróságot szereztek.
3. ↑  Dr. Löwinger Adolf: Brill Azriél Magyar-zsidó Szemle 16. 1899, 3. szám, 272–278. o.
4. 1 2  Cseh Viktor:Nyüzsgő élet a halál csendes kertje helyén – Mozaikok az egykori Váci úti zsidó temetőből. 2018. január 8.
5. ↑  Herzog Manó: Brill Sámuel Lőw. 1814−1897. In: Magyar-Zsidó Szemle, 1927. 5–6. szám. Emlékkönyv a Ferenc József Országos Rabbiképző Intézet ötven éves jubileumára 1877−1927. II. kötet, 277−281. o. Idézett hely: 277. o.
6. ↑  Dr. Dán Róbert: A nyomtatott héber könyv Magyarországon. In: Scheiber Sándor (szerk.): Évkönyv − Magyar Izraeliták Országos Képviselete, 1970. (Budapest, 1970) 222–230. o. Idézett hely 225. o.
7. ↑  Múlt hetekben téve le egy izraelita az itteni megyénél a törvényes esküt első ízben magyarul. Honderü, 4. évf. 1846. 7. szám, Nyárutó (augusztus) 18. 139. o.
8. ↑  Komoróczy Géza (szerk.): Jewish Budapest. Monuments, Rites, History – Atlantic Studies on Society Change 101. (Budapest, 1999), 83, 113, 176. o.
9. ↑  Sírfelirata héberül. Magyar-Zsidó Szemle 19. 1902 2. szám, 136. o.
10. ↑  Dr. Groszmann Zsigmond: Temető látogatás. (A váci uti temetőben nyugvó rabbik.) Egyenlőség, 1910. 1910-08-14. 33. szám
11. ↑  Nagy temetés. Egyenlőség, 1910-09-11, 37. szám, 8–9. o.
12. ↑  Dezse Balázs:Felbecsülhetetlen kincsek, benőtt sírboltok – bejártuk a Kozma utcai izraelita temetőt. We love Budapest, 2016. március 22.